# 华家河镇
华家河镇是中华人民共和国湖北省黄冈市红安县下辖的一个镇。

## 行政区划
华家河镇下辖以下村级行政区划单位：
熊河村、秦湾村、石堰村、山背村、金桥村、邓桥村、方刘冲村、蜘蛛店村、曾家村、西张家村、陈楼村、涂湾村、龙桥村、花园村、祝楼村、水口村、双河村、鄢家村、张寨村、高山村、新店村、王冲村、邹集村、金湾村、山台村、邓湾村、徐榨村、何田村、滚河村、毛畈村、付冲村、石咀村、新庙村、陈河村、大学村、矿山村、华河社区、老君山林场和杨台山林场。

## 中国传统村落
2012年，祝楼村祝家楼垸被评为首批“中国传统村落”。